# Slide (série télévisée)
Pour les articles homonymes, voir Slide.
Slide (stylisé SLiDE) est une série télévisée australienne en 10 épisodes de 42 minutes diffusée entre le 16 août 2011 et le 18 octobre 2011 sur la chaine FOX8. Aux États-Unis, la série est diffusée depuis le 16 août 2012 sur la chaine TeenNick.
La série est multiplateforme et encourage le téléspectateur à voir le contenu supplémentaire en ligne via des applications et des réseaux sociaux tels que Facebook et Twitter. Les cyberépisodes des évènements qui ont lieu avant et après les épisodes sont aussi disponibles sur YouTube.
Elle est inédite dans tous les pays francophones.

## Synopsis
Slide suit la vie et les exploits de cinq adolescents de Brisbane qui font leur chemin vers l'âge adulte. Tammy et Ed sont amis depuis qu'ils ont cinq ans. Luc connait Ed des scouts et de l'école, mais il se déplace avec une foule différente. Eva est à l'école avec eux, mais elle le garde pour elle. Ils passent tous leurs weekends à Fortitude Valley (The Valley), vont à des concerts, à des fêtes, et font des expériences qu'ils n'ont pas encore le droit de faire. Quand Scarlett arrive de Melbourne, il se développe une amitié improbable entre les cinq adolescents.

## Distribution et personnages

### Personnages principaux
- Ed Newman (Ben Schumann) est un jeune maniaque de l'internet maladroit qui essaie de sortir avec n'importe quelle fille qu'il voit. Tammy est sa meilleure amie depuis qu'ils ont cinq ans. Il était aussi l'ami de Luke jusqu'à ce qu'ils commencent à trainer avec d'autres personnes. Ed développe un béguin pour Scarlett lors de leur première rencontre à l'hôtel du père de Scarlett où Ed travaille.
- Tammy Lane (Gracie Gilbert) est une travailleuse acharnée qui a un gout vestimentaire excentrique. C'est la meilleure amie d'Ed. Elle est journaliste musicale en herbe et fréquente les concerts à The Valley. Elle n'aime pas Scarlett, après l'avoir qualifiée de troll dans le premier épisode. Tammy est souvent considérée comme une bonne fille stéréotypée, mais elle tente parfois de briser son image. Elle a le béguin naissant pour Luke comme il découvre qu'il l'a aussi pour elle et leur relation progresse tout au long de la saison.
- Scarlett Carlyle (Emily Robins) est une modeuse gâtée qui vit dans un hôtel de luxe. Originaire de Melbourne, sa mère l'a envoyé vivre avec son père qui est le propriétaire du Urban Hotel de Brisbane. Étant donné que son père est constamment occupé par son travail, elle sent qu'elle doit être mauvaise afin d'obtenir toute son attention.
- Eva Lee (Adele Perovic) est une jeune rebelle difficile et solitaire aux cheveux roses. Elle trouve du réconfort dans l'art qu'elle crée illégalement partout dans Brisbane. Connue pour se rebeller contre l'autorité, elle dit la vérité et ne se retient pas, au détriment de ses quatre nouveaux amis. Après avoir spontanément couché avec Ash (qu'elle a rencontré dans l'épisode 3), elle découvre qu'elle n'est pas aussi difficile qu'elle le pensait et que ses nouveaux amis sont exactement ce dont elle avait besoin. Eva est adoptée. Dans un épisode, elle rencontre son frère et allait rencontrer sa mère biologique mais a fini par ne pas le vouloir. Dans le dernier épisode, elle regarde Luke et Tammy avoir des rapports sexuels.
- Luke Gallagher (Brenton Thwaites) est un surfeur décontracté et séduisant que tout le monde veut comme petit ami. Il est très attiré par Tammy et ne sait pas comment l'aborder car elle est très différente des filles avec qui il est sorti jusque-là. Les parents de Luke sont morts quand il était jeune et il vit avec son frère ainé Dylan. Il a un accident de voiture dans l'avant-dernier épisode et souffre d'une commotion cérébrale.

### Personnages secondaires
- Phillipa (Hayley Magnus) est la voisine de Tammy et d'Ed. Elle est étrange et attirée par Ed. Dans l'épisode 8, après qu'Ed l'insulte, Phillipa diffuse une vidéo qu'elle avait secrètement enregistrée d'elle et Ed ayant des rapports sexuels.
- Tony Carlyle (Ben Oxenbould) est le père riche de Scarlett qui possède un hôtel. Lui et Scarlett ont une relation aliénée. Dans un épisode, Scarlett apprend que ses parents divorcés ont une liaison et utilise sa découverte comme levier pour obtenir ce qu'elle veut auprès de son père.
- Pete Newman (Steve Rodgers) est le père d'Ed.
- Rebecca Newman (Rebecca Frith) est la mère d'Ed.
- Rosie Lane (Roz Hammond) est la mère de Tammy qui est musicienne.
- Charli Lane (Wesley Ambler) est le frère le plus jeune de Tammy qui est efféminé.
- Annabel Cartwright (Mitzi Ruhlmann) est une jeune élève de l'école de la bande que Scarlett rencontre en détention. Dans l'épisode 2, il est révélé que sa mère est une prostituée, cependant, Annabel n'est pas au courant de la vraie profession de sa mère, qu'elle croit être une planificatrice d'évènements.
- Dylan Gallagher (Lincoln Lewis) est le frère ainé de Luke. Il est pompier, et il semble aussi être très colérique et violent. Dylan veut vendre la maison familiale, mais plus tard, il est révélé qu'il a un problème de jeu. Au lieu de vendre leur maison, Dylan décide de partir et Luke garde la maison.
- Ash (Damon Gameau) est un producteur de musique dont Eva tombe amoureuse. Ils ont des rapports sexuels sur une plage artificielle à South Bank et il est révélé plus tard qu'il est marié. Ash revient dans l'épisode 6 quand Eva s'inquiète d'être peut-être enceinte de son enfant.

## Production
La série est une coproduction entre Hoodlum et Playmaker Media pour Foxtel.
FOX8 a confirmé en février 2012 qu'une deuxième saison n'a pas été commandée.

### Lieux de tournage
La série est entièrement tournée à Brisbane. Les lieux de tournage sont le St Joseph's Nudgee College (en), le Urban Hotel, le quartier de Fortitude Valley, le quartier de South Bank (en), le centre commercial Westfield Garden City (en) dans le quartier de Mount Gravatt (en), la Yeronga Swimming Pool dans le quartier de Yeronga (en), et Wilston Village dans le quartier de Wilston (en).

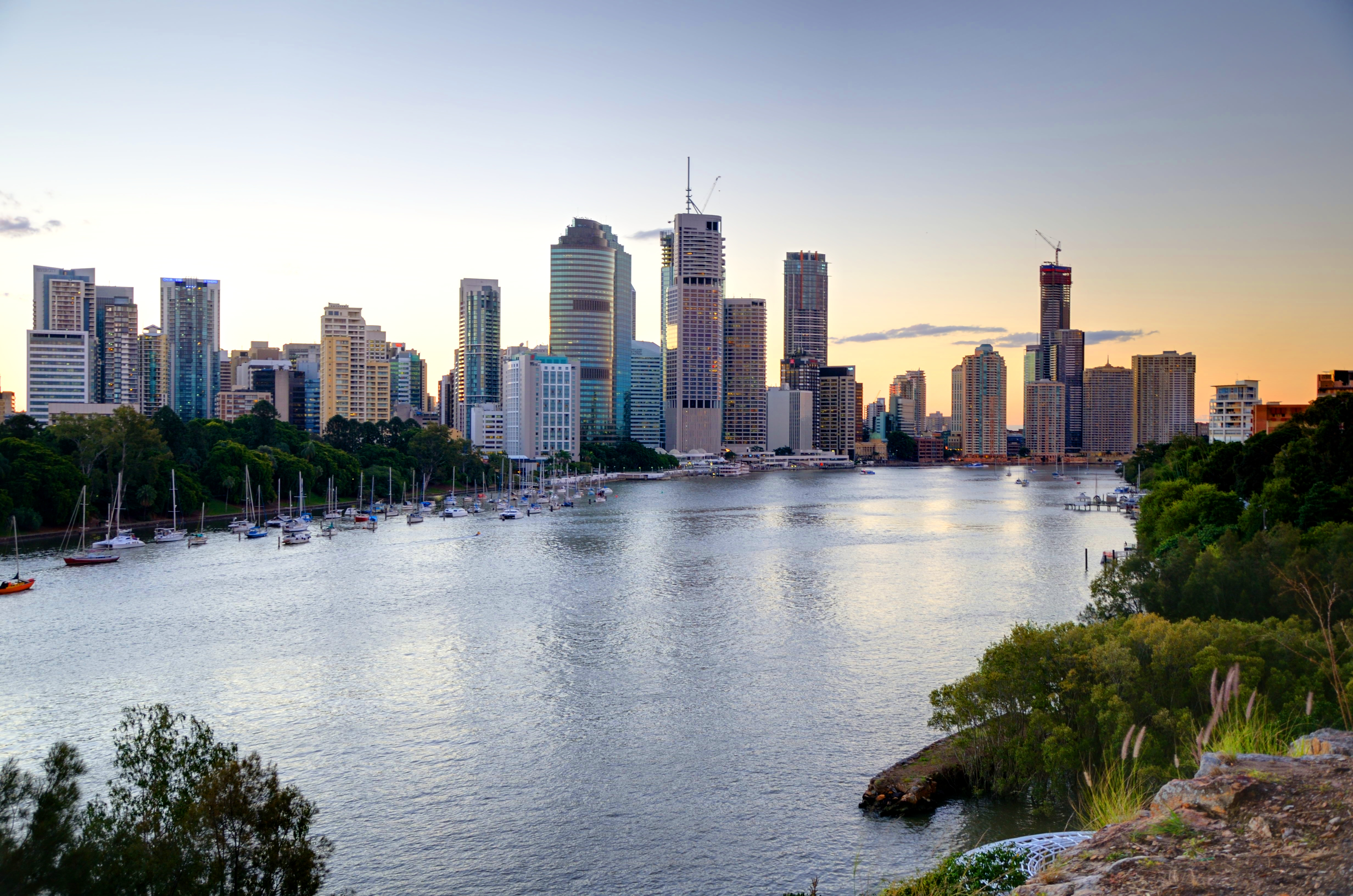
Brisbane, vue générale depuis Kangaroo Point (en).
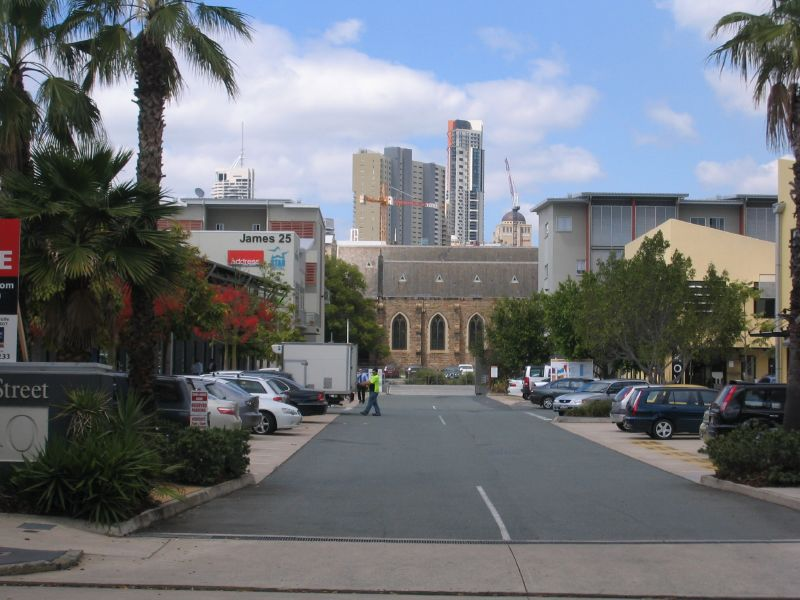
Quartier de Fortitude Valley.
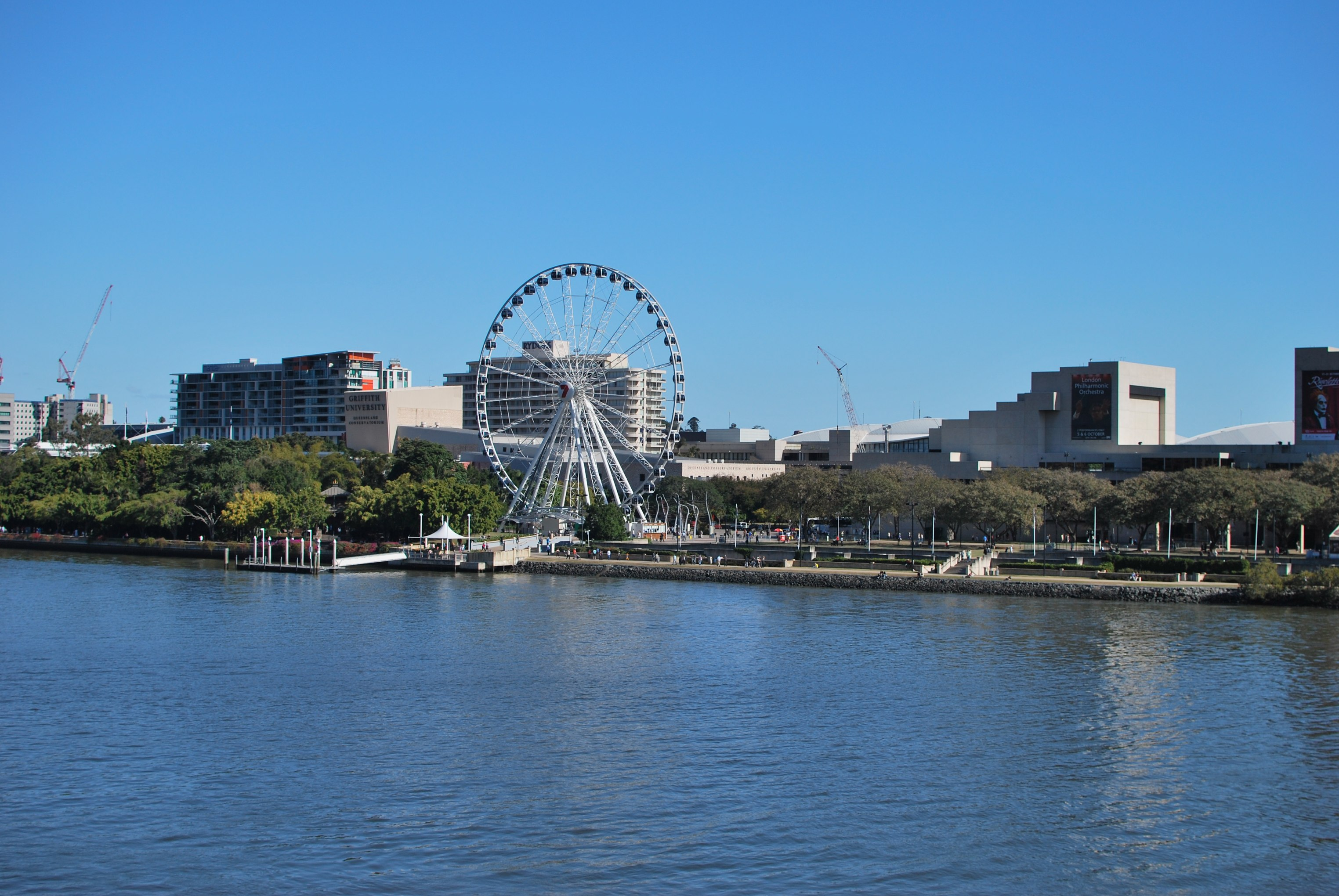
Quartier de South Bank (en).
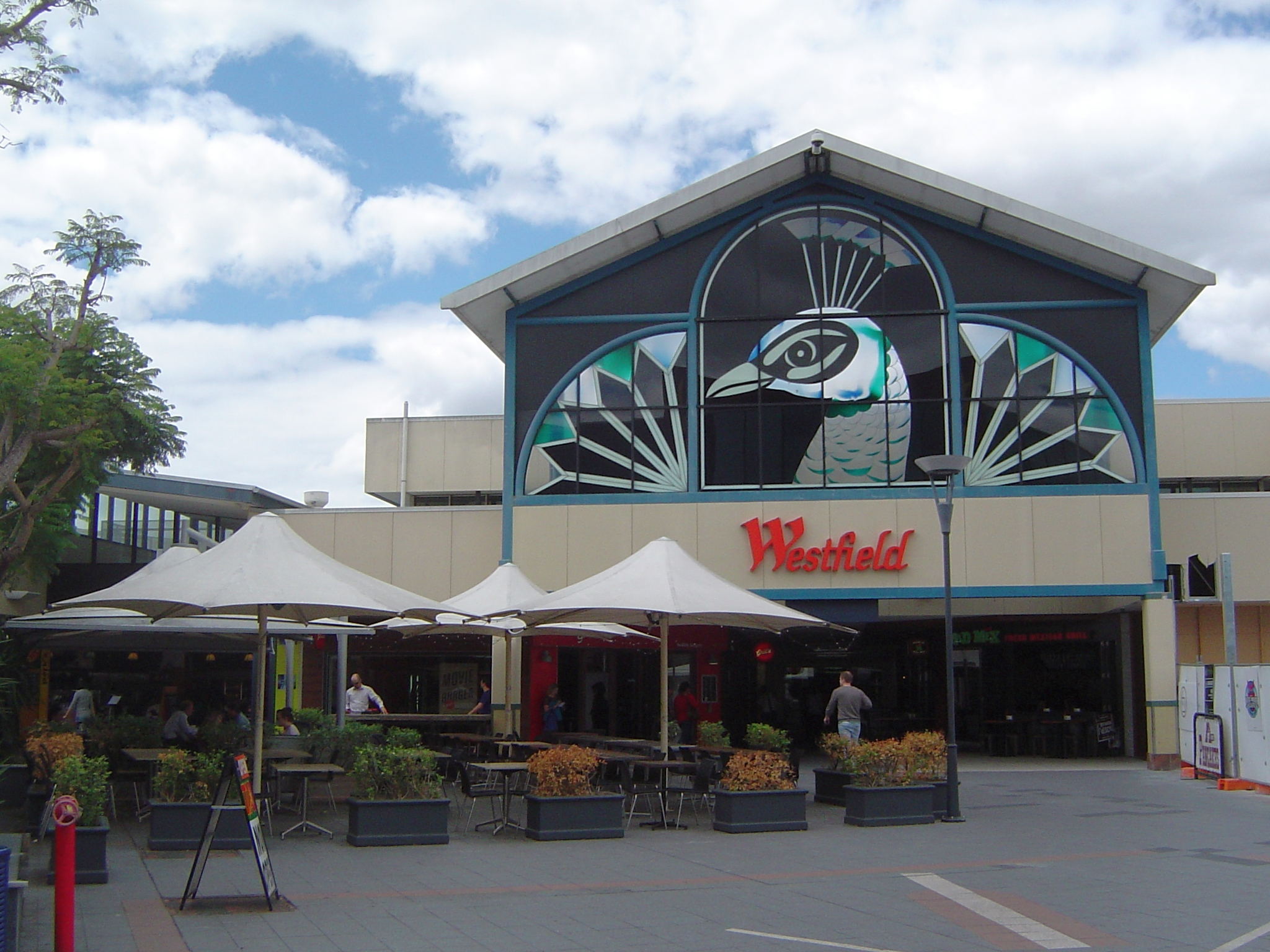
Centre commercial Westfield Garden City (en).
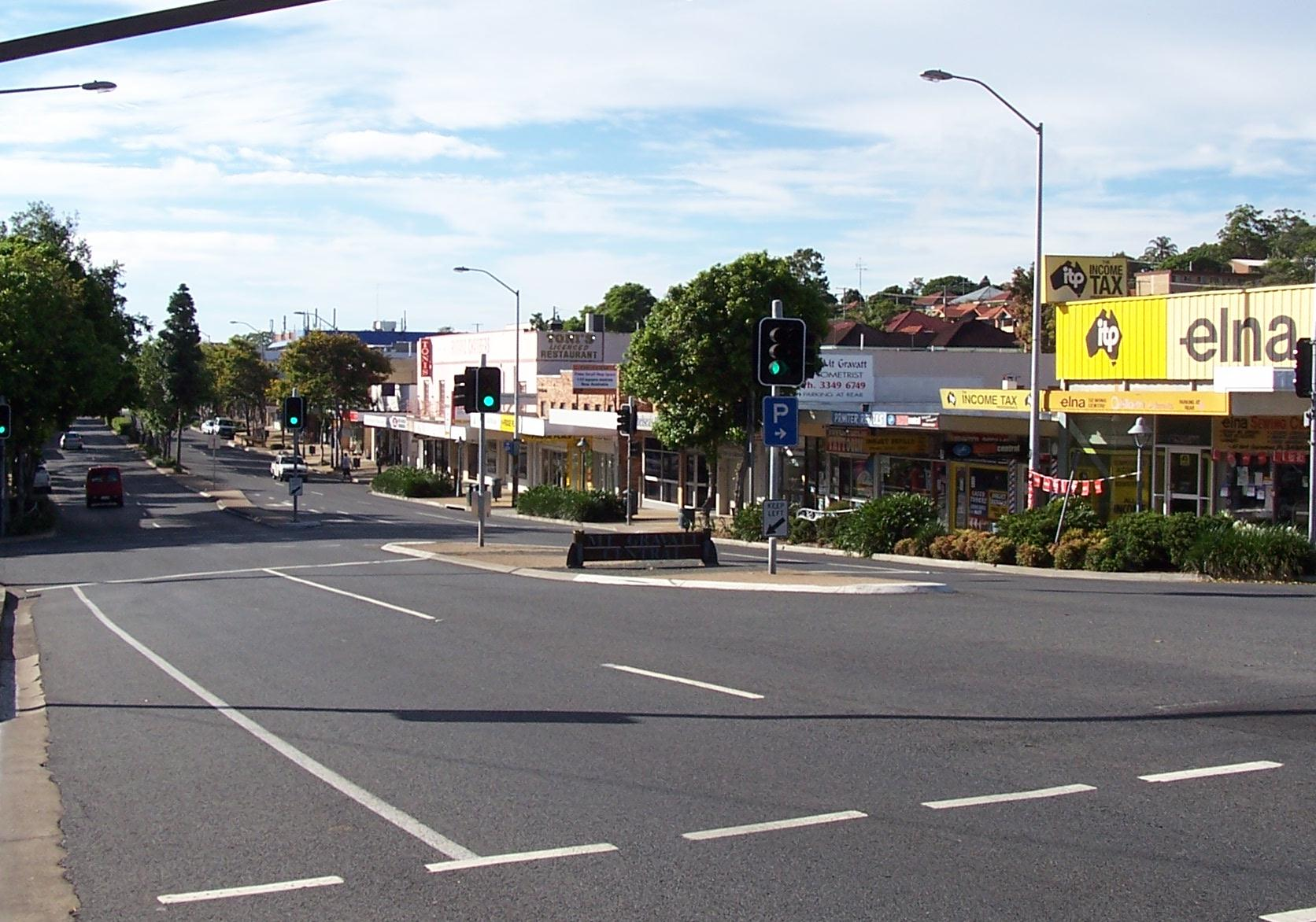
Quartier de Mount Gravatt (en).
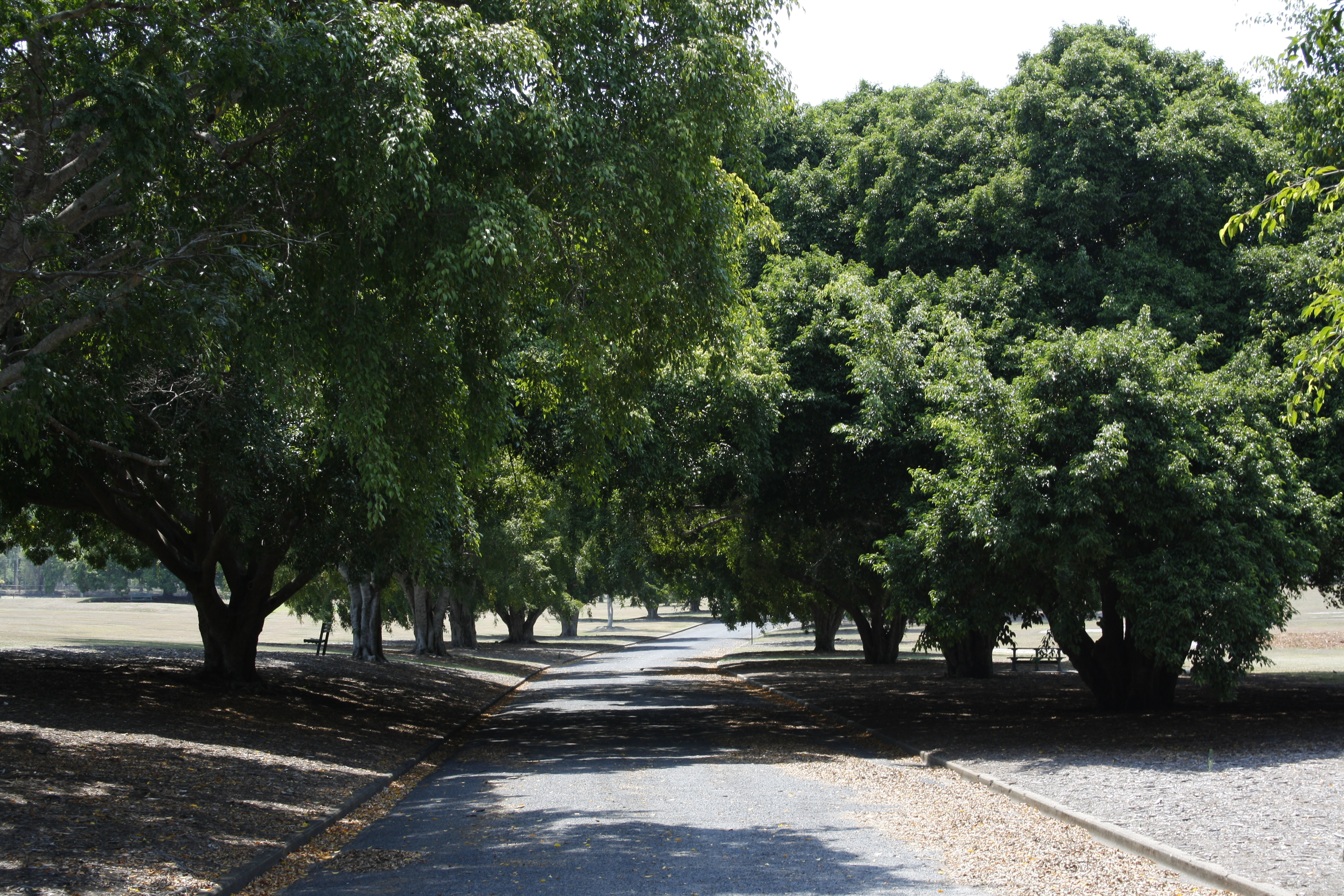
Yeronga Park (en).
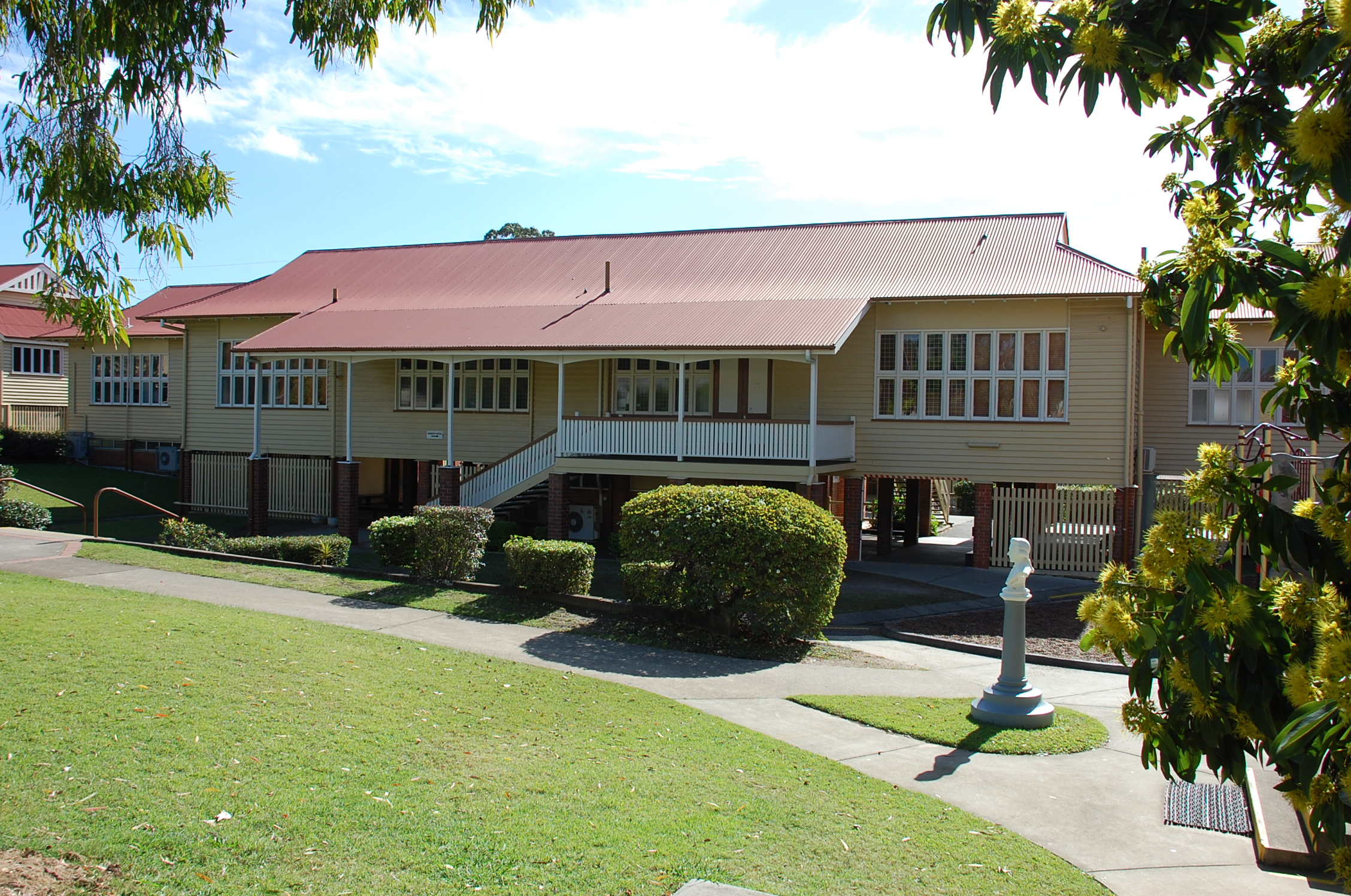
Quartier de Wilston (en).

## Épisodes
La saison a été diffusée du 16 août 2011 au 18 octobre 2011 sur FOX8.

### Première saison
| Numéros | Titres     | Diffusion australienne     |
| --- | ---------- | -------------------------- |
| 1 (1-01) | Episode 1  | 16 août 2011 sur FOX8      |
| Scarlett organise une fête d'anniversaire pour Ed et elle lui dit d'inviter toutes les personnes populaires. L'invitation se répand comme un virus, la nuit devient hors de contrôle et cinq suspects inhabituels deviennent accidentellement des légendes.                                                                      |            |                            |
| 2 (1-02) | Episode 2  | 23 août 2011 sur FOX8      |
| En raison de 5 000 $ de dommages à l'hôtel, la bande est condamnée à des travaux forcés, mais ils vont plutôt essayer de trouver de l'argent par un autre moyen. |            |                            |
| 3 (1-03) | Episode 3  | 30 août 2011 sur FOX8      |
| La tentative de Tammy d'obtenir par tous les moyens une entrevue avec un groupe sensationnel la conduit à passer la nuit enfermée dans une sortie de secours, et elle n'est pas seule. Pendant ce temps, Eva passe la nuit avec un nouveau mec, mais il cache un secret qui pourrait tout changer.                               |            |                            |
| 4 (1-04) | Episode 4  | 6 septembre 2011 sur FOX8  |
| Ed est d'humeur vive, mais les choses vont déraper quand, premièrement, il est pris dans une position compromettante, puis dans la même nuit, a deux rencontres sexuelles inattendues. |            |                            |
| 5 (1-05) | Episode 5  | 13 septembre 2011 sur FOX8 |
| Les cinq amis deviennent les personnes les plus recherchées de Brisbane après avoir volé une célèbre statue pour plaisanter, provoquant d'énormes protestations publiques. Pour éviter une punition, ils devront couvrir leurs traces. Pendant ce temps Tammy et Luke commencent à se rapprocher, mais jusqu'où vont-ils aller ? |            |                            |
| 6 (1-06) | Episode 6  | 20 septembre 2011 sur FOX8 |
| Eva veut se faufiler dans un festival de musique seule, mais Tammy, Scarlett, Luc, et Ed veulent l'accompagner. Pendant le voyage, les tensions sont fortes, et toutes sortes de secrets sont révélées. |            |                            |
| 7 (1-07) | Episode 7  | 27 septembre 2011 sur FOX8 |
| La fin de l'année scolaire approche, Scarlett fait face à expulsion et à la perspective de quitter la ville. Ainsi, la bande dresse une liste des choses à faire et ils commencent leur ultime jour de plaisir, mais tout ne se passe pas comme prévu.                                                                           |            |                            |
| 8 (1-08) | Episode 8  | 4 octobre 2011 sur FOX8    |
| La bande triche à un concours pour gagner une voiture, ce qui conduit au chaos au centre commercial local. Tammy découvre qu'Ed n'est plus vierge à cause d'une vidéo maladroite d'Ed et Phillipa qui fait surface. |            |                            |
| 9 (1-09) | Episode 9  | 11 octobre 2011 sur FOX8   |
| Luke finit à l'hôpital après avoir eu un accident avec la voiture de son frère. Pendant ce temps, Ed essaie d'arranger les choses avec Tammy. Il fait une crise en mélangeant des boissons énergisantes : à l'approche des examens il ne dort pas et il commence à perdre la tête.                                               |            |                            |
| 10 (1-10) | Episode 10 | 18 octobre 2011 sur FOX8   |
| L'école est terminée, tout le monde est d'humeur à faire la fête. Tammy est encore vierge, et ses plans désespérés pour résoudre ce problème lors d'un festival de musique s'avèrent délicats. |            |                            |

## Réception critique
La série a été globalement bien accueillie par les critiques qui l'ont qualifié de « série adolescente réaliste aidée par une solide distribution ». 
De nombreux articles et blogues ont comparé Slide à la série britannique Skins. Le blogue du média en ligne TV Tonight (en) dit, à propos de la série : « Il est difficile de ne pas étiqueter la série comme un Skins australien. Mais elle est plus légère dans le ton, et pas moins émotionnelle. Bris-Vegas offre un peu plus d'espoir et de soleil que la triste Bristol, mais dans sa première sortie il n'y a pas autant le caractère ».
De même, le journal The Australian a comparé la série à Skins, mais en l'estimant moins sombre et plus positive.

## Produits dérivés

### Disque numérique polyvalent
La première saison de Slide est sortie en disque numérique polyvalent en Australie le 15 mars 2012.